# قحطبه بن شبیب
قحطبه بن شبیب طانی از پیروان عباسیان و از اعراب خراسان بود. وی نقش مهمی در شورش عباسیان علیه امویان ایفا کرد.
وی از اعراب خراسانی و از طایفه یمانی بود که تعداد زیادی از اعراب منطقه را تشکیل می‌دادند. وی به مکه سفر کرد و یکی از ائمه کیسانیه ابراهیم ابن محمد او را مسئول انقلاب آینده عباسیان در خراسان نمود. ابومسلم نیز این امر را پذیرفت. پس از سقوط مرو به دست پیروان عباسیان در فوریه ۷۴۸ میلادی، قحطبه مأمور نیروهای عباسی شد که نصر بن سیار والی اموی خراسان را تعقیب کردند. وی نیشابور را که نصر در آن جا پناه گرفته بود، تصرف کرد. در ماه آگوست سپاه قدرتمند ده هزارنفری اموی را در گرگان و متعاقباً در ری شکست داد. پس از آن در مارس ۷۴۹ سپاه پنجاه هزار نفری امویان را در نزدیکی اصفهان شکست داد. نهاوند نیز پس از یک محاصره کوتاه مدت سقوط کرد و سپاه عباسیان به رهبری وی به سمت عراق راهی شد. سپاه قحطبه به سرعت به قصد کوفه پیشروی کرد اما با سپاه یزید بن عمر فرازی رو به رو شد. قحطبه می‌توانست با سپاه خود شبانه دشمنش را غافلگیر کرد اما پسرش حسن فرماندهی سپاه را بر عهده گرفت و توانست در ۲ سپتامبر مالک کوفه گردد. قحطبه و پسرش حسن هر دو ز سرداران مهم در دهه‌های نخست حکومت عباسیان بودند.